# Potamia setitarsis
Potamia setitarsis är en tvåvingeart som beskrevs av Feng 1999. Potamia setitarsis ingår i släktet Potamia och familjen husflugor.
Artens utbredningsområde är Sichuan (Kina). Inga underarter finns listade i Catalogue of Life.